# 1967 في بلجيكا
فيما يلي قوائم الأحداث التي وقعت خلال عام 1967 في بلجيكا.

## رياضة
- 18 يونيو – جائزة بلجيكا الكبرى 1967 الفائز دان جورني.

## موسيقى

### أغاني
من الأغاني التي صدرت هذه السنة في بلجيكا:
- 1 يناير – انشالله من غناء سلفاتور أدامو.

## مواليد

### مايو
- 25 مايو – لوك نيليس لاعب كرة قدم بلجيكي.[1]

### يوليو
- 19 يوليو – موريل ديغوك مجرمة بلجيكية.

### أغسطس
- 10 أغسطس – فيليب ألبرت لاعب كرة قدم بلجيكي.[2]
- 12 أغسطس – مايك فيرسترايتن لاعب كرة قدم بلجيكي.[3]
- 27 أغسطس – برونو فيرسافيل لاعب كرة قدم بلجيكي.[4]

## وفيات

### أغسطس
- 15 أغسطس – رينيه ماغريت (مواليد 1898)[5]